# Fredrik Daniel Carlborg
Fredrik Daniel Carlborg (i riksdagen kallad Carlborg i Strömstad), född 4 september 1834 i Ekeskogs församling, Skaraborgs län, död 1 mars 1900 i Strömstads församling, Göteborgs och Bohus län, var en svensk jurist och politiker.
Carlborg var häradshövding i Norrvikens domsaga av Göteborgs och Bohus län och ledamot av första kammaren 1888–1891, invald i Göteborgs och Bohus läns valkrets.